# Julia C. Kaiser

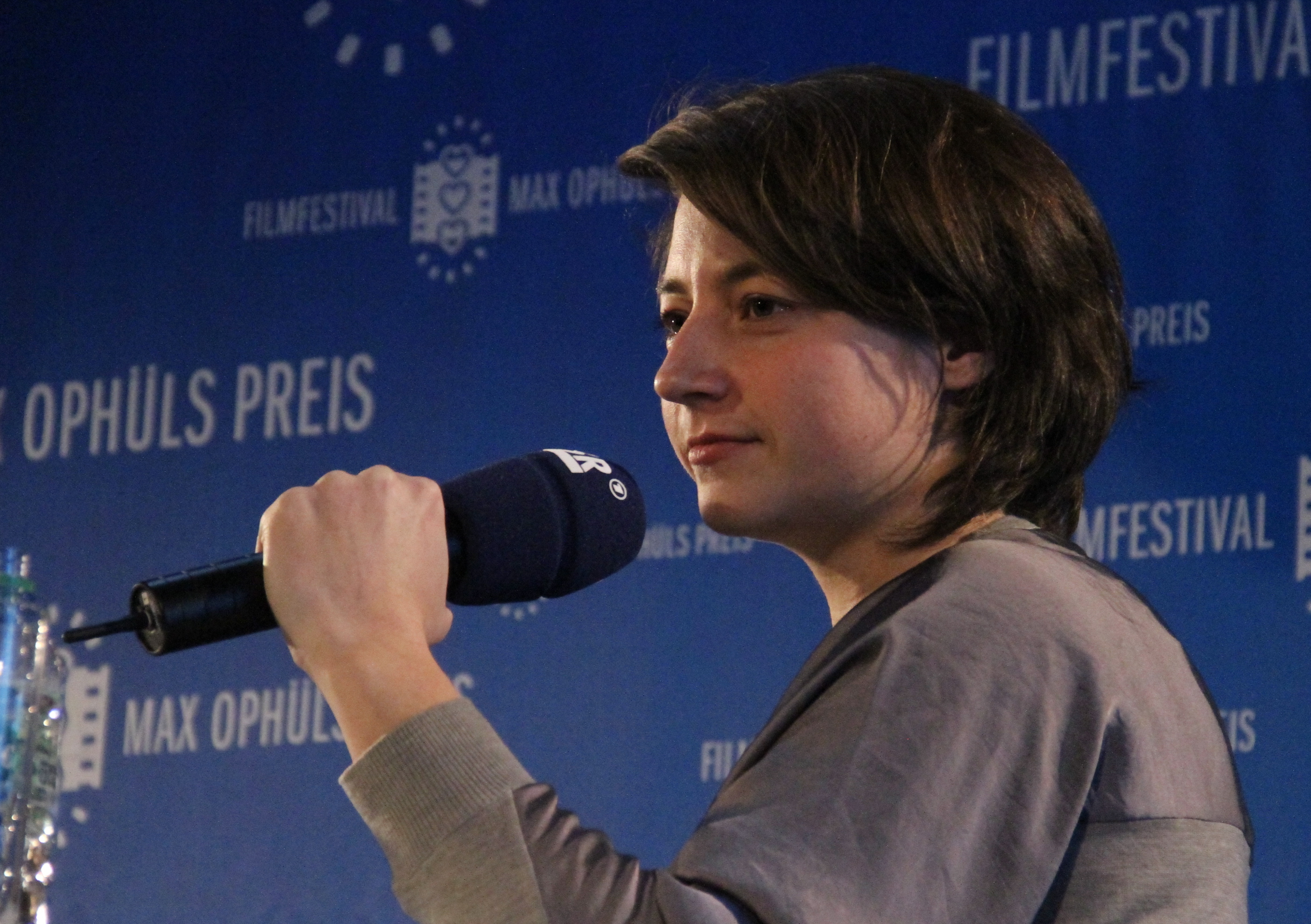
Julia C. Kaiser beim Filmfestival Max Ophüls Preis 2015

Julia Cornelia Kaiser (* 1983 in München) ist eine deutsche Drehbuchautorin und Filmregisseurin.

## Karriere
Kaiser legte 2003 ihr Abitur ab. Nach Ende ihrer Schulzeit hospitierte sie an den Münchner Kammerspielen unter Luk Perceval.
Kaiser studierte ab 2006 an der Filmakademie Baden-Württemberg, wo sie 2012 ihren Abschluss im Schwerpunkt Drehbuch machte. An der Akademie realisierte sie ihren ersten Kurzfilm Amoklove als Regisseurin und Drehbuchautorin. Gemeinsam mit dem Kommilitonen Jens Wischnewski entstanden anschließend die Filme Live Stream (2010) und Die Welt danach (2012). Kaiser zeichnete bei beiden Filmen für das Drehbuch verantwortlich, Wischnewski für die Regie.
Nach Ende ihres Studiums folgte 2015 mit Das Floß! Kaisers Langfilm-Regiedebüt. Ihr Spielfilm Die Hannas hatte im Jahr 2016 beim Filmfest München Weltpremiere. 2019 entstand mit Absolventen der Hochschule für Musik, Theater und Medien Hannover (HMTM) im Rahmen des Dorothea Erxleben Stipendiums Workshop – welche Rolle spielst du?. Der Film war als Weltpremiere beim Filmfestival achtung berlin 2021 zu sehen. Kaisers gleichnamige Verfilmung von Bettina Wilperts Roman Nichts, was uns passiert wurde im Jahr 2022 für Das Erste produziert. Die Erstausstrahlung des Fernsehfilms erfolgte am 1. März 2023 in der ARD.

## Privates
Kaiser lebt in Berlin.

## Filmografie
- 2009: Amoklove – Drehbuch und Regie (Kurzfilm)
- 2009: Der letzte Rest – Drehbuch (Kurzfilm)
- 2010: Live Stream – Drehbuch (Kurzfilm)
- 2012: Die Welt danach – Drehbuch (Kurzfilm)
- 2014: Die Reste meines Lebens – Drehbuch
- 2015: Das Floß! – Drehbuch und Regie
- 2016: Undercover küsst man nicht – Drehbuch
- 2016: Die Hannas – Drehbuch und Regie
- 2020: Die Luft, die wir atmen – Drehbuch
- 2021: Workshop – Welche Rolle spielst du? – Regie
- 2023: Nichts, was uns passiert – Drehbuch und Regie

## Auszeichnungen
- 2009: Stipendiatin der Studienstiftung des deutschen Volkes[1][3]
- 2009: Auswahl zur Next Generation 2009 von German Films im Rahmen des Filmfestivals in Cannes mit Amoklove[13]
- 2017: Preis für das Beste Drehbuch bei achtung berlin – new berlin film award für Die Hannas[14]
- 2017: Fritz-Raff-Drehbuchpreis beim Max-Ophüls-Filmfestival für Die Reste meines Lebens[15]
- 2023: Juliane-Bartel-Medienpreis für Nichts, was uns passiert[16]
- 2024: Grimme-Preis in der Kategorie Fiktion für Nichts, was uns passiert[17]
- 2024: Preis der Studierendenjury Grimme-Preis[17]